# City & Brixton Railway
 (décembre 2021).
Si vous disposez d'ouvrages ou d'articles de référence ou si vous connaissez des sites web de qualité traitant du thème abordé ici, merci de compléter l'article en donnant les références utiles à sa vérifiabilité et en les liant à la section « Notes et références ».
La City & Brixton Railway (C&BR) fut un projet de ligne de métro à Londres, prévue pour relier King William Street dans la City à Brixton en passant sous la Tamise, et par Borough, Lambeth et Oval. Le projet ne vit jamais le jour car la société chargée de la construction ne parvint pas à réunir les fonds nécessaires.

## Histoire
En novembre 1897, un avis de projet de loi pour une ligne de métro entre la City de Londres fut publié.
Le plan de la C&BR aurait utilisé une partie des tunnels de la City & South London Railway (C&SLR, maintenant Branche de Bank de la Northern line) qui devaient être abandonnés entre son terminus nord à King William Street et un point au nord de la station Borough. La C&SLR planifiait une nouvelle extension au nord à Moorgate et allait fermer la station - mal placée - de King William Street et les tronçons de ses deux tunnels passant sous la Tamise, en les remplaçant par une nouvelle paire de tunnels sur un meilleur alignement.
Le plan de la C&BR était d'utiliser les tunnels de la C&SLR jusqu'à un endroit situé au sud d'une nouvelle station à London Bridge (en concurrence directe avec une station prévue là par la C&SLR).